# Centaurium tenuiflorum
Centaurium tenuiflorum é uma espécie de planta com flor pertencente à família Gentianaceae. 
A autoridade científica da espécie é (Hoffmanns. & Link) Fritsch, tendo sido publicada em Mitteilungen des Naturwissenschaftlichen Vereins der Univeristat Wien 5(6–8): 97. 1907.

## Portugal
Trata-se de uma espécie presente no território português, nomeadamente em Portugal Continental, no Arquipélago dos Açores e no Arquipélago da Madeira.
Em termos de naturalidade é nativa das três regiões atrás indicadas.

## Protecção
Não se encontra protegida por legislação portuguesa ou da Comunidade Europeia.